# Kihanje
Kihanje (lat. sternutatio) poluautonomno je, konvulzivno izbacivanje zraka iz pluća kroz nos i usta, obično uzrokovano prisustvom stranih čestica i iritantantima nosne sluznice. 
Kihanje može isprovocirati izloženosti jakom svjetlu, zatim osobito pun želudac, ili virusne infekcije, a samo kihanje može dovesti do širenja bolesti.

## Vanjske poveznice
|  | Zajednički poslužitelj ima još gradiva o temi Kihanje |

|  | Molimo pročitajte upozorenje o korištenju medicinskih informacija. Ne provodite liječenje bez savjetovanja s liječnikom! |